# Renfe série 271
La série 271 est une série de locomotives électriques de la Renfe construites en 1928 par Euskalduna pour la partie mécanique y Oerlikon pour la partie électrique.

## Historique
Elles dérivent de la série 270 (ex 7000), avec l'adjonction d'un essieu (bissel) de part et d'autre de la locomotive pour en diminuer la masse par essieu. Cet essieu sera retiré à la fin des années 1960. 